# Tabernaemontana ventricosa
Tabernaemontana ventricosa är en oleanderväxtart som beskrevs av Ferdinand von Hochstetter och A. Dc.. Tabernaemontana ventricosa ingår i släktet Tabernaemontana och familjen oleanderväxter. Inga underarter finns listade i Catalogue of Life.